# 루돌프 슈타이너
루돌프 슈타이너(독일어: Rudolf Joseph Lorenz Steiner, 1861년 2월 27일 - 1925년 3월 30일)는 오스트리아인의 학자이자 인지학의 창시자이다. 오스트리아의 독일인 철도원을 아버지로 두고, 현재에는 크로아티아에 해당하는 헝가리 지역에서 태어나 오컬티스트, 밀교자, 건축가, 교육자로서 유명하다. 투시가 가능하다고 주장했었다 독일어권에서 처음에는 괴테 연구자로서 시작하였으나 1900년대부터 신지학협회에서 활동하였고 의견을 달리하여, 1912년에는 탈퇴하여 인지학협회를 창립하였다.
1919년 독일 슈트트가르트에 최초로 자유 발도르프 학교를 창시하였으며, 현재 인지학의 이론아래 치료교육학과 관련하여 독일과 유럽 전역에 캠프힐(도르프게마인샤프트)가 건립되었으며, 유기농의 시초라 할 수 있는 데메터, 생명역동농법이 농학분야에서 이뤄지고 있다. 건축으로는 스위스 바젤에 위치한 괴테아눔이 유명하며, 그의 사상을 바탕으로 크리스챤게마인데(종교)가 형성되었다. 신지학 의학과 관련하여서는 발라와 벨레다 등의 유명약품 회사가 있다.

## 같이 보기
- 발도르프 교육(슈타이너 교육)
- 인지학
- 바이오다이내믹 농업 - 루돌프 슈타이너가 고안
  - 바이오다이내믹 와인
- 타카하시 이와오(일본어판) - 서독 유학파 출신으로 일본의 루돌프 슈타이너 연구의 제1인자로서 슈타이너의 유언들중 하나였던 '극동(極東)의 성배 민족을 찾으라'도 연구했다고 한다